# Hasta que la muerte nos separe
Hasta que la muerte nos separe (título original en inglés: Til Death) es una comedia de situación de Fox que se estrenó en Estados Unidos el 7 de septiembre de 2006 y está escrita y producida por Josh Goldsmith y Cathy Yuspa.
La serie narra las vicisitudes del matrimonio Stark, con 23 años de casados a sus espaldas, Eddie y Joy (Brad Garrett y Joely Fisher), en contraposición a las vividas por el recién creado matrimonio Woodcock, de Jeff y Steph (Eddie Kaye Thomas y Kat Foster) en Filadelfia, Pensilvania.

## Trama
Las dos primeras temporadas se centran a menudo en el contraste entre los Stark y sus vecinos recién casados, Jeff y Steph Woodcock. La segunda temporada presenta a un nuevo personaje llamado Kenny Westchester, quien es amigo de Eddie del programa Gran Hermano. La tercera temporada se centra en gran medida en torno a la relación de Eddie y Joy con Kenny después de que él va a vivir con ellos.
La cuarta temporada se centra en los Stark adaptándose a la vida con su hija Ally.
La tercera temporada consistió en 22 episodios (de los cuales fueron producidos durante la segunda temporada) y en un principio funcionó entre septiembre y octubre de 2008. Durante este breve racha de siete episodios, hasta que la muerte los miércoles transmitidos a las 9/8c al lado de una nueva comedia en No molestar. Las calificaciones para ambos espectáculos eran bajas y, como resultado, la cadena lanzó la comedia de enredo de su calendario de noviembre. A pesar de no transmitir toda la temporada tres y bajos niveles de audiencia, 'Til Death fue renovada para una cuarta temporada en enero de 2009. Fox confirmó en su presentación inicial en mayo que la nueva temporada sería al aire el viernes por la noche en el otoño. La renovación sorpresa fue atribuido a un descuento de licencias significativo ofrecido a Fox por la productora de 'Til Death (Sony Pictures Television), porque necesitaba una temporada más para que el programa viable para el sindicato.
La cuarta temporada se estrenó en octubre de 2009 en un nuevo horario, los viernes a las 8:30 / 7:30, a raíz de una nueva comedia de situación, Brothers, protagonizada por el exjugador de la NFL Michael Strahan. Esta temporada es notable, ya que un gran número de episodios producidos para la tercera temporada, pero previamente no emitido por Fox, se mostró junto a nuevos episodios producidos durante la cuarta temporada. Cuatro nuevos episodios de 'Til Death ventilaron secuencialmente el día de Navidad de 8/7 hasta 10/9. El programa cambió de nuevo, cuando 'Til Death trasladó a domingos a las 7/6c y 7:30/6:30c el 31 de enero de 2010, con estos dos primeros episodios a transmitirse contra el Super Bowl XLIV. Con el tiempo fue emparejado por tres episodios con la comedia Sons of Tucson pronto a ser cancelado. El final de la cuarta temporada salió al aire el 23 de mayo de 2010, a pesar de tres episodios unaired anteriormente consignados para la tercera temporada fueron quemadas en junio. Dos meses antes, Fox finalmente canceló la producción de 'Til Death después de años de calificaciones por debajo del promedio.

## Reparto

### Personajes principales
| Nombre                   | Actor/actriz                                                                                      | Temporadas                     | Descripción |
| ------------------------ | ------------------------------------------------------------------------------------------------- | ------------------------------ | --- |
| Eddie Stark              | Brad Garrett                                                                                      | 1–4 (regular)                  | Eddie es profesor de instituto y está casado con Joy desde hace más de dos décadas.                                           |
|                          |                                                                                                   |                                | |
| Joy Stark                | Joely Fisher                                                                                      | 1–4 (regular)                  | Joy es la mujer de Eddie, trabaja como agente de viajes.                                                                      |
|                          |                                                                                                   |                                | |
| Jeff Woodcock            | Eddie Kaye Thomas                                                                                 | 1–2 (regular)                  | Jeff es el nuevo subdirector del instituto donde trabaja Eddie. Casualmente él y su mujer se mudan como vecinos de los Stark. |
|                          |                                                                                                   |                                | |
| Steph Woodcock           | Kat Foster                                                                                        | 1–2 (regular)                  | Steph es la esposa de Jeff.                                                                                                   |
|                          |                                                                                                   |                                | |
| Kenneth Westchester      | J. B. Smoove                                                                                      | 2, 4 (recurrente); 3 (regular) | Kenny es el "hermano pequeño" de Eddie de un programa televisivo.                                                             |
|                          |                                                                                                   |                                | |
| Allison Mayweather Stark | Krysten Ritter (temp. 1 y 2) Laura Clery (temp. 3) Lindsey Broad (temp. 4) Kate Micucci (temp. 4) | 1–3 (recurrente); 4 (regular)  | Ally es la hija ya adulta de Eddie y Joy que vive independizada con su novio y después marido, Doug.                          |
|                          |                                                                                                   |                                | |
| Doug Von Stuessen        | Timm Sharp                                                                                        | 1–3 (recurrente); 4 (regular)  | Doug, marido de Allison, que vivía en el patio trasero de los Stark                                                           |
|                          |                                                                                                   |                                | |

## Audiencia
| Temporada | Tiempo este (EDT)                                                                                           | Temporada estreno        | Temporada final      | Temporada | Rank | Audiencia (en millones) |
| --------- | --- | ------------------------ | -------------------- | --------- | ---- | ----------------------- |
| 1         | Jueves 8:00 p. m. (7 de septiembre - 15 de febrero) Miércoles 9:30 p. m. (14 de marzo - 11 de abril)        | 7 de septiembre de 2006  | 11 de abril de 2007  | 2006-2007 | #82  | 7.1                     |
| 2         | Miércoles 8:30 (19 de septiembre - 14 de noviembre) Miércoles 8:00 P. m. (16 de abril - 14 de mayo de 2008) | 19 de septiembre de 2007 | 14 de mayo de 2008   | 2007-2008 | #131 | 6.1                     |
| 3         | Miércoles 9:00 p. m. (10 de septiembre - 8 de octubre)                                                      | 10 de septiembre de 2008 | 8 de octubre de 2008 | 2008-2009 | #141 | 4.4                     |
| 4         | Viernes 8:30 p. m. (2–23 de octubre) Domingo 7:00 P. m. (31 de enero - 20 de junio)                         | 2 de octubre de 2009     | 23 de mayo de 2010   | 2009-2010 | #116 | 2.4                     |